# Сингх, Раджиндер (хоккеист на траве, 1959)
Раджиндер Сингх (англ. Rajinder Singh, 13 мая 1959, Сарих, Индия) — индийский хоккеист (хоккей на траве), полузащитник, тренер.

## Биография
Раджиндер Сингх родился 13 мая 1959 года в индийской деревне Сарих в Пенджабе.
Играл в хоккей на траве за полицию Пенджаба.
В 1984 году вошёл в состав сборной Индии по хоккею на траве на летних Олимпийских играх в Лос-Анджелесе, занявшей 5-е место. Играл на позиции полузащитника, провёл 6 матчей, мячей не забивал.
По окончании игровой карьеры стал тренером. Тренировал «Пенджаб энд Синдх Бэнк», трижды приводил её к победе на чемпионатах страны. Возглавлял сборную Индии, в том числе в 2005 году в Трофее чемпионов в Ченнаи, в 2006 году — на Играх Содружества в Мельбурне.
В 2005 году награждён премией Дхиана Чанда.